# Horst Blankenburg
Horst Blankenburg. Exfutbolista alemán que jugó en la posición de líbero. Nació el 10 de julio de 1947 en Heidenheim an der Brenz, estado de Baden-Wurtemberg. Vistió las camisetas de clubes como el A.F.C. Ajax y el Hamburgo, con quienes logró varios títulos. Sin embargo, pese a sus éxitos, nunca fue llamado a vestir la camiseta de la selección alemana.

## Carrera
Tras jugar en el Heidenheim de su ciudad natal, pasa a formar parte del FC Nürnberg, donde no llega a debutar en toda una temporada. Aun así gana la Bundesliga en ese curso.
Después de jugar en otros dos clubes, en 1970 ficha por el Ajax, donde coincide con figuras como Johan Cruyff, Johan Neeskens, Ruud Krol, Arie Haan y otros. Fue parte del glorioso club holandés que ganó sus tres primeras Copas de Europa en los inicios de la década de 1970, con el denominado Fútbol Total, y en todas las temporadas en que estuvo, siempre fue indiscutible en el equipo.
Tras su periplo en Holanda, ficharía por el Hamburgo, logrando un título de copa y una Recopa, antes de pasar a jugar en Suiza, Estados Unidos y finalizar en el SC Preußen Münster.

## Palmarés

### Campeonatos nacionales
| Título                   | Club           | País         | Año  |
| ------------------------ | -------------- | ------------ | ---- |
| Bundesliga               | 1. FC Nürnberg | Alemania     | 1968 |
| Copa de los Países Bajos | Ajax Ámsterdam | Países Bajos | 1971 |
| Copa de los Países Bajos | Ajax Ámsterdam | Países Bajos | 1972 |
| Eredivisie               | Ajax Ámsterdam | Países Bajos | 1972 |
| Eredivisie               | Ajax Ámsterdam | Países Bajos | 1973 |
| Copa de Alemania         | Hamburgo S.V.  | Alemania     | 1976 |

### Campeonatos internacionales
| Título                | Club           | País      | Año  |
| --------------------- | -------------- | --------- | ---- |
| Copa de Europa        | Ajax Ámsterdam | Londres   | 1971 |
| Copa de Europa        | Ajax Ámsterdam | Róterdam  | 1972 |
| Supercopa de Europa   | Ajax Ámsterdam | Ámsterdam | 1972 |
| Copa Intercontinental | Ajax Ámsterdam | Ámsterdam | 1972 |
| Copa de Europa        | Ajax Ámsterdam | Belgrado  | 1973 |
| Supercopa de Europa   | Ajax Ámsterdam | Ámsterdam | 1973 |
| Recopa de Europa      | Hamburgo S.V.  | Ámsterdam | 1977 |